# John Peckham
John Peckham (nebo Johan Pecham), (1220 nebo 1225 – 8. prosince 1292) byl františkánský profesor univerzit v Paříži a v Oxfordu, známý také jako doctor ingeniosus (nadaný, obdařený, hlubokomyslný učitel), teolog, matematik, básník, arcibiskup z Canterbury, oponent svatého Tomáše Akvinského a představitel tzv. „středověkého augustinismu“.

## Život
Narodil se v Sussexu kolem roku 1225. Peckham realizuje svá studia v Oxfordu pod vedením Adama Marshe, který ho přivedl do františkánského řádu. Následně byl žákem svatého Bonaventury v Paříži, kde kolem roku 1270 začal svojí profesorskou činnost. V letech 1271–1275 působil jako mistr na Univerzitě v Oxfordu, jako nástupce františkánského magistra Thomase Bungaye. Na univerzitě zavede techniku disputace uplatňovanou v Paříži, tzv. disputationes de quodlibet.
V roce 1276 byl zvolen 9. provinciálním ministrem Řádu menších bratří v Anglii.
Papež Mikuláš III. ho jmenoval v roce 1279 arcibiskupem a anglickým primasem v Canterbury. Na arcibiskupském stolci zůstal až do své smrti 8. prosince 1292.
Patří k oponentům svatého Tomáše Akvinského a je považován za představitele tradičního filosoficko-teologického pojetí světa, obvykle označovaného jako „středověký augustinismus“.
Mezi jeho díla patří také Expositio super Regulam Fratrum Minorum, které bylo donedávna připisováno svatému Bonaventurovi.

## Dílo
- Perspectiva communis[3]
- Collectarium Bibliae
- Registrum epistolarum[4]
- Tractatus de paupertate[5]
- Divinarum Sententiarum Librorum Biblie[6]
- Summa de esse et essentia
- Quaestiones disputatae
- Quodlibeta[7]
- Tractatus contra Kilwardby
- Expositio super Regulam Fratrum Minorum
- Tractatus de anima[8]
- Canticum pauperis
- De aeternitate mundi[9]
- Defensio fratrum mendicantium